# Lyonsia magnifica
Lyonsia magnifica är en musselart som beskrevs av Dall 1913. Lyonsia magnifica ingår i släktet Lyonsia och familjen Lyonsiidae. Inga underarter finns listade i Catalogue of Life.